# Maltín Polar
Maltín Polar es una marca venezolana de malta de las Empresas Polar, administrada por la  Cervecería Polar. Es la marca líder de Venezuela en ventas.

## Historia
Nace el 29 de octubre de 1951 en la planta de Cervecería Polar del  Estado Anzoátegui bajo el nombre de Malta Polar, desde entonces han sido pocas las variaciones del producto.
En 2005, lanza al mercado la primera malta embotellada en plástico (PET) y una botella plástica familiar de 1.5 litros, a finales de 2006, se comienza a vender Maltín Polar Light para diversificar el mercado de la compañía.

## Patrocinio
Esta marca es el patrocinador oficial de la Copa Maltín Polar de la Liga Venezolana de Béisbol Profesional y de siete de los ocho equipos que la integran como principal patrocinador, Águilas del Zulia, Bravos de Margarita, Cardenales de Lara, Caribes de Anzoátegui, Navegantes del Magallanes, Tigres de Aragua y Tiburones de La Guaira; además patrocina a más de la mitad de los equipos del fútbol de la Primera División Venezolana y a la Selección de fútbol de Venezuela, además de equipos del baloncesto venezolano.
Cabe destacar que durante los años 80 fue patrocinante de micros culturales en Venezuela como Viajando con Maltín Polar (producidos por CEDESA) y Maltín Polar y Simón le dan la contestación, el cual fue hecho por Simón Díaz y Virgilio José Tirado, del cual derivó el programa infantil Contesta por Tío Simón transmitido por Venezolana de Televisión entre 1985 y 1993. Igualmente ha dado aportes sobre la historia en el mundo deportivo venezolano.

## Variantes
- Maltín Polar Frussion: Bebida de malta con sabor a néctar de durazno. Lanzada al mercado en el año 2008, fue retirada al año siguiente por su bajo  volumen de ventas.[3]
- Mantekado Dinámico y Chokolate Volcánico: Bebidas de malta con sabor a mantecado (vainilla) y chocolate. Lanzadas al mercado durante el año 2013.[4]

## Cultura popular
La malta se usa también como ingrediente para realizar un "Asado Negro" y el cóctel levantón andino.